# Wereldkampioenschappen turnen 1922
De 7de Wereldkampioenschappen turnen werden in 1922 in Ljubljana,  Joegoslavië (het huidige Slovenië) gehouden. Er stonden enkel onderdelen voor mannen op het programma.

## Resultaten

### Meerkamp individueel
| Rang | Atleet             | Totaal  |
| ---- | ------------------ | ------- |
| 1.   | Peter Šumi         | 135,250 |
| 1.   | František Pecháček | 135,250 |
| 3.   | Stane Derganc      | 132,250 |

### All Round team
| Rang | Team | Totaal  |
| ---- | --- | ------- |
| 1.   | Tsjecho-Slowakije Stanislav Indruch, Miroslav Karásek, Miroslav Klinger, Josef Maly, Frantisek Pechácek, Frantisek Vanecek | 773,000 |
| 2.   | Joegoslavië Stane Derganc, Slavko Hlastan, Leon Štukelj, Peter Šumi, Vladimir Simončič, Stane Vidmar                       | 764,000 |
| 3.   | Frankrijk Jean Gounot, Louis Marty, Jacques Moser, Robert Morin, Alexandre Pannetier, Marco Torrès                         | 636,000 |

### Paard met bogen
| Rang | Atleet            | Totaal |
| ---- | ----------------- | ------ |
| 1.   | Miroslav Klinger  | 19,250 |
| 2.   | Leon Štukelj      | 19,000 |
| 2.   | Peter Šumi        | 19,000 |
| 2.   | Stanislav Indruch | 19,000 |

### Brug met gelijke leggers
| Rang | Atleet            | Totaal |
| ---- | ----------------- | ------ |
| 1.   | Leon Štukelj      | 20,000 |
| 2.   | Stane Derganc     | 19,000 |
| 2.   | Stane Vidmar      | 19,000 |
| 2.   | Vladimir Simončič | 19,000 |
| 2.   | Miroslav Klinger  | 19,000 |
| 2.   | Stanislav Indruch | 19,000 |

### Rekstok
| Rang | Atleet           | Totaal |
| ---- | ---------------- | ------ |
| 1.   | Leon Štukelj     | 20,000 |
| 1.   | Peter Šumi       | 20,000 |
| 1.   | Miroslav Klinger | 20,000 |

### Ringen
| Rang | Atleet           | Totaal |
| ---- | ---------------- | ------ |
| 1.   | Leon Štukelj     | 19,750 |
| 1.   | Peter Šumi       | 19,750 |
| 1.   | Joseph Maly      | 19,750 |
| 1.   | Miroslav Karásek | 19,750 |

## Medailletabel
| Plaats | Land              | Goud | Zilver | Brons | Totaal |
| 1      | Joegoslavië       | 6    | 6      | 1     | 13     |
| 2      | Tsjecho-Slowakije | 6    | 3      | 0     | 9      |
| 3      | Frankrijk         | 0    | 0      | 1     | 1      |
| Totaal | Totaal            | 12   | 9      | 2     | 23     |

1903 ·
1905 ·
1907 ·
1909 ·
1911 ·
1913 ·
1922 ·
1926 ·
1930 ·
1934 ·
1938 ·
1950 ·
1954 ·
1958 ·
1962 ·
1966 ·
1970 ·
1974 ·
1978 ·
1979 ·
1981 ·
1983 ·
1985 ·
1987 ·
1989 ·
1991 ·
1992 ·
1993 ·
1994 (individueel) ·
1994 (team) ·
1995 ·
1996 ·
1997 ·
1999 ·
2001 ·
2002 ·
2003 ·
2005 ·
2006 ·
2007 ·
2009 ·
2010 ·
2011 ·
2013 ·
2014 ·
2015 ·
2017 ·
2018 ·
2019 ·
2021 ·
2022 ·
2023